# 船田合戦
船田合戦（ふなだがっせん）は、戦国時代前期に発生した、美濃守護土岐成頼の後継者を巡る斎藤妙純と石丸利光の合戦。近隣の近江・越前・尾張も巻き込んでの争乱となった。

## 前史

### 文明美濃の乱
室町時代になると美濃守護土岐氏の権力は衰え、代わりに守護代の斎藤氏が台頭し、守護の後継を決めるまでになっていた。康正2年（1456年）に土岐持益が隠居させられ、斎藤利永が擁立した土岐成頼が守護に就任したことがその表れである。
長禄4年（1460年）の利永の死後は嫡男の利藤が守護代職を継いだが、幼少のため利永の弟で叔父の斎藤妙椿が後見人となった。応仁の乱で妙椿は西軍に加わり、美濃国内の荘園を横領、反対勢力を駆逐して近江・越前・尾張へ進出、成頼の被官でありながら事実上美濃の支配者となった。妙椿の家系は守護代家に対して持是院家と呼ばれる。
文明12年（1480年）2月に妙椿が亡くなると持是院家は甥の利国（妙純）が継いだが、妙純の異母兄利藤が妙純と対立、妙椿がかつて横領した荘園8万石を妙純が守護成頼を通して返還したことから8月27日に合戦が始まったが、室町幕府の支援を得た利藤に対して成頼は妙純を支持、11月に利藤が敗れて近江の六角高頼の元へ逃れたが、妙純の重臣石丸利光に追討され京都へ逃亡した（文明美濃の乱）。
文明13年（1481年）7月、室町幕府と成頼・妙純は和睦したが利藤の守護代復帰はならず、長享元年（1487年）に幕府の仲介で利藤は守護代に復帰、翌年に美濃へ戻った。しかし、実権は妙純が握っており、幕府の命令は妙純を通して成頼へ、次に利藤へ伝えるという形を取ったため、利藤の不満は解消されないままであった。文明美濃の乱で功績のあった石丸利光は文明13年2月に妙純から斎藤姓を与えられて後に又代の座に就いたが、次第に利藤に接近していった。

### 幕府との関係
長享元年、9代将軍足利義尚は荘園横領を繰り返した六角高頼征伐で近江へ親征（長享・延徳の乱）、高頼は観音寺城から甲賀へ逃亡、幕府軍は長滞陣となった。土岐成頼と斎藤妙純は高頼の一味と見られたため参陣せず（成頼の次男は高頼の猶子になっていた）、美濃に留まった。やがて延徳元年（1489年）に義尚は陣没、親征は中止されたが、義尚の後を継いだ従弟の10代将軍足利義稙も延徳3年（1491年）に近江親征を再開、高頼は逃亡という同様の展開となっていった。成頼と妙純は義稙の下へ参陣、高頼との関係を解消した。
2度目の親征も高頼征伐は果たせず、義稙が明応の政変で管領細川政元に廃位され、高頼が混乱に乗じて幕府側の近江守護山内就綱を追放したため事実上親征は失敗に終わった。

## 戦闘の経過

### 発端
長享・延徳の乱を切り抜けた成頼・妙純だったが、成頼は嫡男の政房より末子の元頼を寵愛するようになり、明応2年（1493年）閏4月に単独で上洛、後継者として成長していった政房より元頼に後を継がせようとした。この成頼の意向に権力奪回を図る斎藤利藤と出世を目指す石丸利光が同調、妙純の排除を図るようになった。
明応3年（1494年）12月、妙純は郡上郡に大宝寺を創建、開堂式に出席することになっていた。利光は道中で妙純の暗殺を謀ったが9日の悪天候で延期され失敗、10日に居城の船田城で兵を集め、直接船田城の北にある加納城にいる妙純を奇襲しようとしたが西尾直教の密告で妙純に発覚、19日に成頼に仲介を頼んで妙純と和睦、西尾直教は追放された。しかし、妙純は加納城の増強に努め、翌4年（1495年）3月に両軍は開戦にいたった。

### 正法寺の戦い
明応4年4月11日、妙純の弟斎藤利綱は村山利重らを率いて正法寺に入ったが、利光の弟石丸利元も間道から正法寺に移り、1つの寺で斎藤軍が北、石丸軍は南に対陣した。5月2日に利光は斎藤利藤の孫利春を船田城に迎え入れるが6月6日に利春は風邪で急死、急遽8日に利藤の末子毘沙童を、11日には土岐元頼を船田城に入城させた。気勢を上げた石丸軍は19日に利光の一族石丸利定が妙純方の安養寺を急襲、加納城を包囲したが、長井秀弘の反撃に遭い利定は戦死、死傷者500名を出して敗走した。斎藤軍は勝利に乗じて21日に正法寺へ入り、石丸利元は船田城へ逃れた。
22日に尾張の上四郡守護代織田寛広が妙純方として援軍を出し、安養寺近くに布陣した。7月1日に妙純は石丸方の西郡の古田氏討伐に弟の長井利安・利綱ら3000人の兵を派遣した。利光も一族の石丸利信を将とした1000人の救援軍を派遣、両軍は合戦に及んだ。この戦いで石丸軍は石丸利信を始め130余名が戦死、斎藤軍は56名であり、斎藤軍の勝利に終わった。
度重なる敗戦で船田城の利光は戦意を喪失、7日に船田城を焼き払い元頼と毘沙童ら500騎を連れて近江へ逃れた。9月に成頼も城田寺城に隠居して政房に家督と守護職を譲り、戦乱はいったん終結した。

### 城田寺城の戦い
尾張下四郡守護代で石丸利光と姻戚関係にあった織田敏定・寛定父子は美濃へ向かおうとして、織田寛広に行く手を阻まれ敏定は6月に死去、寛定も9月に美濃で戦死して両織田氏の争いは寛広が有利となったが、寛定の弟寛村が後を継いで寛広は苦戦、妙純も寛広に援軍を派遣したが、翌明応5年（1496年）3月23日の合戦で両織田氏は双方共に多数の戦死者を出したため和睦、尾張の戦乱も終結した。
一方、近江にいた利光は再起を図り、4月に管領細川政元に兵糧代を送って幕府の支援を頼み、六角高頼と伊勢の梅戸貞実の支持を得て南近江で兵を集めて美濃侵入を窺った。しかし、両織田氏は和睦したため情勢は不利だったが息子の石丸利高に押し切られて決行した。石丸軍は土岐元頼を総大将、毘沙童を副将として伊勢から尾張津島へ侵攻、竹ヶ鼻に到着した。また、別の一軍は多芸郡に入って放火、威嚇した。
妙純は急遽墨俣に利綱率いる軍を派遣したが、5月10日に石丸軍は斎藤軍を破って北上、成頼がいる城田寺城に迫った。成頼は始め門を閉ざして石丸軍を入れようとしなかったが、利光の使者から元頼が一緒に従軍していること、および幕府の支持を取り付けたことを聞くと門を開き、石丸軍は城田寺城に入った。この事態に妙純は守護政房の命令を受けて城田寺城へ向かい、合わせて婿の朝倉貞景と京極高清に支援を要請した。京極氏は10日に美濃と近江の国境にある弥高山に着陣して援軍に浅井氏・三田村氏を鵜飼（岐阜市黒野）に派遣した。斎藤軍は14日に長良川を渡り、15日から16日にかけて城田寺城を包囲、17日に織田寛広が派遣した尾張軍が到着、26日に朝倉貞景が派遣した越前の軍勢が到着、包囲網に加わった。六角高頼は城田寺城へ救援に向かおうとしたが、国境に遮る京極軍に敗れて500余名を失った。梅戸貞実も妙純方の長野氏に妨害されて美濃へ行けなかった。
利光は29日に自分の切腹と引き換えに成頼と毘沙童の助命を書いた降伏の書状を包囲軍に送り、承諾の返書を受け取ると翌30日に利高と共に切腹した。毘沙童は13歳という幼少だったため罪を許され、後に出家、日運と改名した。成頼は元頼と共に城を出ると言って聞かなかったが、政房の説得を受けて6月16日に単独で城を出た。そして20日に成頼を加納城に奉じる一方で城田寺城に火が放たれ、残された元頼は観念して自殺、1年に渡る合戦は終結した。

## 戦後
斎藤利藤は石丸方を支援したため6月に隠居させられ、復権できないまま2年後の明応7年（1498年）に亡くなった。成頼も明応6年（1497年）に死去した。
美濃の内乱を平定した妙純は京極高清の要請で近江の六角高頼討伐に向かったが、高頼は蒲生貞秀らの支援を受けており対陣したまま和睦を結び、美濃へ撤退した。ところが明応5年12月7日（1497年1月10日）、撤退途中に土一揆が蜂起し、不意をつかれた妙純は嫡男の利親以下1000余名と共に戦死した。孫の勝千代（利良）は幼少のため、次男の又四郎が持是院家を継承、彼の死後は弟の彦四郎が継いで守護代職も継承したが、永正9年（1512年）に政房と対立して美濃から追放され、持是院家は衰退した。
一方、土岐氏は再びお家騒動を起こした。政房は嫡男の頼武より次男の頼芸に後を継がせようとし、反発した頼武に斎藤利良が就き、頼芸に小守護代長井長弘と家臣の長井新左衛門尉が就いたことから美濃に再び合戦が繰り広げられた。永正14年（1517年）に一旦頼武派が勝利して頼芸派は尾張へ逃亡したが、彦四郎の援助で翌永正15年（1518年）に逆襲に成功、頼武は越前に逃れた。しかし永正16年（1519年）に政房が死去、好機と見た頼武側は再度反乱を起こし、朝倉孝景の援助で美濃に侵攻し頼芸側を圧倒、頼武は守護の座についた。これで終結したかに見えたが、大永5年（1525年）に長井長弘が再挙兵、5年後の享禄3年（1530年）に頼武が越前に追放されるなど土岐氏は国人に擁立される無力な存在でしかなかった。
そして長弘が天文2年（1533年）に死去、長井氏も衰えた後に斎藤道三が台頭することになる。